# デパルタメント (アルゼンチン)
デパルタメント (Departamento) は、アルゼンチンにおいてプロビンシア（州）に次ぐ第2レベルの行政区分の名称であり、日本語の県や郡に近い区分である。ブエノスアイレス州のみはデパルタメントではなくパルティードという行政区分が第2レベルに使用され、ブエノスアイレス特別区（いずれの州にも属さない）はコムーナという行政区分が第2レベルに使用される。それぞれのデパルタメントやパルティードは第3レベルの行政区分であるシウダ、ムニシピオ、ロカリダーデなど（市や町）を内包し、コムーナはバリオを内包する。
パルティードは選挙によって選出された地方長官（パルティード知事/パルティード長）によって統治されるが、デパルタメントは地方長官や他の行政官庁を有しない。しかし、各州の立法機関構成者選出の際にはデパルタメントという単位が基礎となる。例えばサンタフェ州では、各デパルタメントが1人ずつの議員を州議会に選出する。ブエノスアイレス州の各パルティードを除いて、各州に計376のデパルタメントがある。このうち32のデパルタメントは、複数の州に同一名称のデパルタメントが存在し、のべ75のデパルタメントが名称を同じにしている。

## アルゼンチンの地方行政区分
- 第1レベル(他国における州に相当)

プロビンシア(計23)、特別区(ブエノスアイレスのみ、1)
- 第2レベル(日本における県や郡に相当)

デパルタメント(ブエノスアイレス州以外の州、計376)、パルティード(ブエノスアイレス州、計135)、コムーナ(ブエノスアイレス特別区、計15)
- 第3レベル(日本における市や町に相当、単一の自治体)

シウダ、ムニシピオ、ロカリダーデ(すべての州)、バリオ(ブエノスアイレス特別区、計48)

## 同一・類似名称のデパルタメント

### ベルグラーノ関係
- ベルグラーノ・デパルタメント

サンルイス州, サンタフェ州, サンティアゴ・デル・エステロ州
- ドクトル・マヌエル・ベルグラーノ・デパルタメント

フフイ州
- ヘネラル・ベルグラーノ・デパルタメント

チャコ州, ラ・リオハ州
- ヘネラル・マヌエル・ベルグラーノ・デパルタメント

ミシオネス州
計7個。いずれもアルゼンチンの独立運動の指導者であるマヌエル・ベルグラーノに由来している。

### サン・マルティン関係
- ヘネラル・サン・マルティン・デパルタメント

サルタ州, ラ・リオハ州
- リベルタドール・ヘネラル・サン・マルティン・デパルタメント

ミシオネス州, チャコ州, サンルイス州
- サン・マルティン・デパルタメント

コリエンテス州, メンドーサ州, サンフアン州, サンティアゴ・デル・エステロ州, サンタフェ州
計10個。いずれも南アメリカの独立運動の指導者であるホセ・デ・サン・マルティンに由来している。

### その他
- アベジャネーダ・デパルタメント

リオネグロ州, サンティアゴ・デル・エステロ州
ニコラス・アベジャネーダ元大統領に由来している。
- ベルグラーノ・デパルタメント

サンルイス州, サンタフェ州, サンティアゴ・デル・エステロ州
- ベルメホ・デパルタメント

チャコ州, フォルモサ州
- カピタル・デパルタメント

計11の州
- チャカブーコ・デパルタメント

チャコ州, サンルイス州
- コロン・デパルタメント

エントレ・リオス州, コルドバ州
- ヘネラル・アルベアール・デパルタメント

コリエンテス州, メンドーサ州
カルロス・マリア・デ・アルベアール将軍に由来している。
- ヘネラル・ベルグラーノ・デパルタメント

チャコ州, ラ・リオハ州
- ヘネラル・グエメス・デパルタメント

チャコ州, サルタ州
- ヘネラル・ロカ・デパルタメント

コルドバ州, リオネグロ州
- ヘネラル・サン・マルティン・デパルタメント

サルタ州, ラ・リオハ州
- インデペンデンシア・デパルタメント

チャコ州, ラ・リオハ州
- フニン・デパルタメント

メンドーサ州, サンルイス州
- ラ・パス・デパルタメント

カタマルカ州, エントレ・リオス州, メンドーサ州
- ラバージェ・デパルタメント

コリエンテス州, メンドーサ州
- リベルタドール・ヘネラル・サン・マルティン・デパルタメント

ミシオネス州, チャコ州, サンルイス州
- マイプ・デパルタメント

チャコ州, メンドーサ州
- ミナス・デパルタメント

コルドバ州, ネウケン州
- ヌエボ・デ・フリオ・デパルタメント

チャコ州, リオネグロ州, サンフアン州, サンタフェ州
- ラウソン・デパルタメント

チュブ州, サンフアン州
- リオ・チコ・デパルタメント

トゥクマン州, サンタクルス州
- リバダビア・デパルタメント

メンドーサ州, サルタ州, サンフアン州, サンティアゴ・デル・エステロ州
- サン・アントニオ・デパルタメント

フフイ州, リオネグロ州
- サン・カスロス・デパルタメント

メンドーサ州, サルタ州
- サン・ハビエル・デパルタメント

コルドバ州, ミシオネス州, サンタフェ州
- サン・フスト・デパルタメント

コルドバ州, サンタフェ州
- サン・マルティン・デパルタメント

コリエンテス州, メンドーサ州, サンフアン州, サンティアゴ・デル・エステロ州, サンタフェ州
- サン・ペドロ・デパルタメント

フフイ州, ミシオネス州
- サンタ・ローサ・デパルタメント

カタマルカ州 メンドーサ州
- サルミエント・デパルタメント

チュブ州, サンフアン州, サンティアゴ・デル・エステロ州
- ベインティシンコ・デ・マジョ・デパルタメント

チャコ州, ミシオネス州, リオネグロ州, サンフアン州

## デパルタメントの一覧
| デパルタメント                                             | 政庁所在地                                               | 所在州                         |
| ---------------------------------------------------------- | -------------------------------------------------------- | ------------------------------ |
| アドルフォ・アルシーナ・デパルタメント                     | ビエドマ                                                 | リオネグロ州                   |
| アギーレ・デパルタメント                                   | ビジャ・ヘネラル・ミトレ                                 | サンティアゴ・デル・エステロ州 |
| アルバルドン・デパルタメント                               | アルバルドン                                             | サンフアン州                   |
| アルベルディ・デパルタメント                               | カンポ・ガージョ                                         | サンティアゴ・デル・エステロ州 |
| アルミランテ・ブロウン・デパルタメント                     | パルマ・デル・インフィエルノ                             | チャコ州                       |
| アルミネ・デパルタメント                                   | アルミネ                                                 | ネウケン州                     |
| アンバト・デパルタメント                                   | ラ・プエルタ                                             | カタマルカ州                   |
| アンカスティ・デパルタメント                               | アンカスティ                                             | カタマルカ州                   |
| アンダルガラ・デパルタメント                               | アンダルガラ                                             | カタマルカ州                   |
| アンガコ・デパルタメント                                   | ビジャ・デル・サルバドール                               | サンフアン州                   |
| アンタ・デパルタメント                                     | ホアキン・ビクトル・ゴンサーレス                         | サルタ州                       |
| アントファガスタ・デ・ラ・シエーラ・デパルタメント         | アントファガスタ・デ・ラ・シエーラ                       | カタマルカ州                   |
| アンタルティダ・アルヘンティーナ                           | -                                                        | ティエラ・デル・フエゴ州       |
| アポストレス・デパルタメント                               | アポストレス                                             | ミシオネス州                   |
| アラウコ・デパルタメント                                   | アイモガスタ                                             | ラ・リオハ州                   |
| アタミスキ・デパルタメント                                 | ビジャ・アタミスキ                                       | サンティアゴ・デル・エステロ州 |
| アトレウコ・デパルタメント                                 | マカチン                                                 | ラ・パンパ州                   |
| アベジャネーダ・デパルタメント                             | チョエーレ・チョエル                                     | リオネグロ州                   |
| アベジャネーダ・デパルタメント                             | エレーラ                                                 | サンティアゴ・デル・エステロ州 |
| アジャクーチョ・デパルタメント                             | サン・フランシスコ・デル・モンテ・デ・オロ               | サンルイス州                   |
| アニェーロ・デパルタメント                                 | アニェーロ                                               | ネウケン州                     |
| バンダ・デパルタメント                                     | ラ・バンダ                                               | サンティアゴ・デル・エステロ州 |
| バリローチェ・デパルタメント                               | サン・カルロス・デ・バリローチェ                         | リオネグロ州                   |
| ベルグラーノ・デパルタメント                               | ビジャ・ヘネラル・ロカ                                   | サンルイス州                   |
| ベルグラーノ・デパルタメント                               | ラス・ロサス                                             | サンタフェ州                   |
| ベルグラーノ・デパルタメント                               | バンデーラ                                               | サンティアゴ・デル・エステロ州 |
| ベジャ・ビスタ・デパルタメント                             | ベジャ・ビスタ                                           | コリエンテス州                 |
| ベレン・デパルタメント                                     | ベレン                                                   | カタマルカ州                   |
| ベルメホ・デパルタメント                                   | ラグーナ・ジェマ                                         | フォルモサ州                   |
| ベルメホ・デパルタメント                                   | ラ・レオネサ                                             | チャコ州                       |
| ベロン・デ・アストラーダ・デパルタメント                   | ベロン・デ・アストラーダ                                 | コリエンテス州                 |
| ビエドマ・デパルタメント                                   | プエルト・マドリン                                       | チュブ州                       |
| ブルジャク・デパルタメント                                 | ブルジャク                                               | トゥクマン州                   |
| カチ・デパルタメント                                       | カチ                                                     | サルタ州                       |
| カファジャーテ・デパルタメント                             | カファジャーテ                                           | サルタ州                       |
| カイングアス・デパルタメント                               | カンポ・グランデ                                         | ミシオネス州                   |
| カラムチータ・デパルタメント                               | サン・アグスティン                                       | コルドバ州                     |
| カレウ・カレウ・デパルタメント                             | ラ・アデーラ                                             | ラ・パンパ州                   |
| カリンガスタ・デパルタメント                               | カリンガスタ                                             | サンフアン州                   |
| カンデラリア・デパルタメント                               | サンタ・アナ                                             | ミシオネス州                   |
| カパジャン・デパルタメント                                 | チュンビーチャ                                           | カタマルカ州                   |
| カピタル・デパルタメント                                   | ポサーダス                                               | ミシオネス州                   |
| カピタル・デパルタメント                                   | コリエンテス                                             | コリエンテス州                 |
| カピタル・デパルタメント                                   | コルドバ                                                 | コルドバ州                     |
| カピタル・デパルタメント                                   | ラ・リオハ                                               | ラ・リオハ州                   |
| カピタル・デパルタメント                                   | メンドーサ                                               | メンドーサ州                   |
| カピタル・デパルタメント                                   | サルタ                                                   | サルタ州                       |
| カピタル・デパルタメント                                   | サン・フェルナンド・デル・バジェ                         | カタマルカ州                   |
| カピタル・デパルタメント                                   | サン・フアン                                             | サンフアン州                   |
| カピタル・デパルタメント                                   | サン・ミゲル・デ・トゥクマン                             | トゥクマン州                   |
| カピタル・デパルタメント                                   | サンタ・ローサ                                           | ラ・パンパ州                   |
| カピタル・デパルタメント                                   | サンティアゴ・デル・エステーロ                           | サンティアゴ・デル・エステロ州 |
| カセロス・デパルタメント                                   | カシルダ                                                 | サンタフェ州                   |
| カステジャーノス・デパルタメント                           | ラファエラ                                               | サンタフェ州                   |
| カストロ・バロス・デパルタメント                           | アミンガ                                                 | ラ・リオハ州                   |
| カタン・リル・デパルタメント                               | ラス・コロラダス                                         | ネウケン州                     |
| カトゥリロ・デパルタメント                                 | カトゥリロ                                               | ラ・パンパ州                   |
| カウセーテ・デパルタメント                                 | カウセーテ                                               | サンフアン州                   |
| セリージョス・デパルタメント                               | セリージョス                                             | サルタ州                       |
| チャカブーコ・デパルタメント                               | チャラータ                                               | チャコ州                       |
| チャカブーコ・デパルタメント                               | コンカラン                                               | サンルイス州                   |
| チャリレロ・デパルタメント                                 | サンタ・イサベル                                         | ラ・パンパ州                   |
| チャミカル・デパルタメント                                 | チャミカル                                               | ラ・リオハ州                   |
| チャパレウフ・デパルタメント                               | インテンデンテ・アルベアール                             | ラ・パンパ州                   |
| チカル・コー・デパルタメント                               | アルガローボ・デル・アギーラ                             | ラ・パンパ州                   |
| チクリガスタ・デパルタメント                               | コンセプシオン                                           | トゥクマン州                   |
| チコアーナ・デパルタメント                                 | チコアーナ                                               | サルタ州                       |
| チレシート・デパルタメント                                 | チレシート                                               | ラ・リオハ州                   |
| チンバス・デパルタメント                                   | ビジャ・パウラ・デ・サルミエント                         | サンフアン州                   |
| チョス・マラル・デパルタメント                             | チョス・マラル                                           | ネウケン州                     |
| チョージャ・デパルタメント                                 | フリアス                                                 | サンティアゴ・デル・エステロ州 |
| コチノーカ・デパルタメント                                 | アブラ・パンパ                                           | フフイ州                       |
| コリョン・クラ・デパルタメント                             | ピエルダ・デル・アギーラ                                 | ネウケン州                     |
| コロン・デパルタメント                                     | コロン                                                   | エントレ・リオス州             |
| コロン・デパルタメント                                     | ヘスス・マリア                                           | コルドバ州                     |
| コマンダンテ・フェルナンデス・デパルタメント               | プレシデンテ・ロケ・サエンス・ペーニャ                   | チャコ州                       |
| コンセプシオン・デパルタメント                             | コンセプシオン                                           | コリエンテス州                 |
| コンセプシオン・デ・ラ・シエーラ・デパルタメント           | コンセプシオン・デ・ラ・シエーラ                         | ミシオネス州                   |
| コンコルディア・デパルタメント                             | コンコルディア                                           | エントレ・リオス州             |
| コネーサ・デパルタメント                                   | ヘネラル・コネーサ                                       | リオネグロ州                   |
| コンフルーエンシア・デパルタメント                         | ネウケン                                                 | ネウケン州                     |
| コンエーロ・デパルタメント                                 | エドゥアルド・カステックス                               | ラ・パンパ州                   |
| コンスティトゥシオン・デパルタメント                       | ビジャ・コンスティトゥシオン                             | サンタフェ州                   |
| コポ・デパルタメント                                       | モンテ・ケマード                                         | サンティアゴ・デル・エステロ州 |
| コロネル・フェリペ・バレーラ・デパルタメント               | ビジャ・ウニオン                                         | ラ・リオハ州                   |
| コロネル・プリングレス・デパルタメント                     | ラ・トーマ                                               | サンルイス州                   |
| コルペン・アイケ・デパルタメント                           | プエルト                                                 | サンタクルス州                 |
| クルス・アルタ・デパルタメント                             | バンダ・デル・リオ・サリ                                 | トゥクマン州                   |
| クルス・デル・エヘ・デパルタメント                         | クルス・デル・エヘ                                       | コルドバ州                     |
| クラコ・デパルタメント                                     | プエルチェス                                             | ラ・パンパ州                   |
| クルス・クアティア・デパルタメント                         | クルス・クアティア                                       | コリエンテス州                 |
| クシャメン・デパルタメント                                 | レレケ                                                   | チュブ州                       |
| デセアード・デパルタメント                                 | プエルト・デセアード                                     | サンタクルス州                 |
| ディアマンテ・デパルタメント                               | ディアマンテ                                             | エントレ・リオス州             |
| ドセ・デ・オクトゥブレ・デパルタメント                     | ヘネラル・ピネード                                       | チャコ州                       |
| ドクトル・マヌエル・ベルグラーノ・デパルタメント           | サン・サルバドール・デ・フフイ                           | フフイ州                       |
| ドス・デ・アブリル・デパルタメント                         | エルモーソ・カンポ                                       | チャコ州                       |
| エル・アルト・デパルタメント                               | エル・アルト                                             | カタマルカ州                   |
| エル・カルメン・デパルタメント                             | エル・カルメン                                           | フフイ州                       |
| エル・クイ・デパルタメント                                 | エル・クイ                                               | リオネグロ州                   |
| エルドラード・デパルタメント                               | エルドラード                                             | ミシオネス州                   |
| エンペドラード・デパルタメント                             | エンペドラード                                           | コリエンテス州                 |
| エスカランテ・デパルタメント                               | コモドーロ・リバダビア                                   | チュブ州                       |
| エスキーナ・デパルタメント                                 | エスキーナ                                               | コリエンテス州                 |
| ファマイジャ・デパルタメント                               | ファマイジャ                                             | トゥクマン州                   |
| ファマティーナ・デパルタメント                             | ファマティーナ                                           | ラ・リオハ州                   |
| フェデラシオン・デパルタメント                             | フェデラシオン                                           | エントレ・リオス州             |
| フェデラル・デパルタメント                                 | フェデラル                                               | エントレ・リオス州             |
| フィゲロア・デパルタメント                                 | ラ・カニャーダ                                           | サンティアゴ・デル・エステロ州 |
| フロレンティーノ・アメグイーノ・デパルタメント             | カマロネス                                               | チュブ州                       |
| フォルモサ・デパルタメント                                 | フォルモーサ                                             | フォルモサ州                   |
| フライ・フスト・サンタ・マリア・デル・オロ・デパルタメント | ビジャ・シルビーナ                                       | チャコ州                       |
| フライ・マメルト・エスキウ・デパルタメント                 | サン・ホセ                                               | カタマルカ州                   |
| フタレウフ・デパルタメント                                 | エスケル                                                 | チュブ州                       |
| ガイマン・デパルタメント                                   | ガイマン                                                 | チュブ州                       |
| ガライ・デパルタメント                                     | エルベシア                                               | サンタフェ州                   |
| ガストレ・デパルタメント                                   | ガストレ                                                 | チュブ州                       |
| ヘネラル・アルベアール・デパルタメント                     | アルベアール                                             | コリエンテス州                 |
| ヘネラル・アルベアール・デパルタメント                     | ヘネラル・アルベアール                                   | メンドーサ州                   |
| ヘネラル・アンヘル・ビセンテ・ペニャローサ・デパルタメント | タマ                                                     | ラ・リオハ州                   |
| ヘネラル・ベルグラーノ・デパルタメント                     | コルスエーラ                                             | チャコ州                       |
| ヘネラル・ベルグラーノ・デパルタメント                     | オルタ                                                   | ラ・リオハ州                   |
| ヘネラル・ドノバン・デパルタメント                         | マカージェ                                               | チャコ州                       |
| ヘネラル・グエメス・デパルタメント                         | フアン・ホセ・カステージ                                 | チャコ州                       |
| ヘネラル・グエメス・デパルタメント                         | ヘネラル・グエメス                                       | サルタ州                       |
| ヘネラル・フアン・ファクンド・キロガ・デパルタメント       | マラサン                                                 | ラ・リオハ州                   |
| ヘネラル・ラマドリー・デパルタメント                       | ビジャ・カステージ                                       | ラ・リオハ州                   |
| ヘネラル・ロペス・デパルタメント                           | メリンクエ                                               | サンタフェ州                   |
| ヘネラル・マヌエル・ベルグラーノ・デパルタメント           | ベルナルド・デ・イリゴージェン                           | ミシオネス州                   |
| ヘネラル・オブリガード・デパルタメント                     | レコンキスタ                                             | サンタフェ州                   |
| ヘネラル・オカンポ・デパルタメント                         | ミラグロ                                                 | ラ・リオハ州                   |
| ヘネラル・パス・デパルタメント                             | ヌエストラ・セニョーラ・デル・ロサリオ・デ・カア・カティ | コリエンテス州                 |
| ヘネラル・ペデルネーラ                                     | ビジャ・メルセデス                                       | サンルイス州                   |
| ヘネラル・ロカ・デパルタメント                             | ヘネラル・ロカ                                           | リオネグロ州                   |
| ヘネラル・ロカ・デパルタメント                             | ビジャ・ウイドブロ                                       | コルドバ州                     |
| ヘネラル・サン・マルティン・デパルタメント                 | ビジャ・マリア                                           | コルドバ州                     |
| ヘネラル・サン・マルティン・デパルタメント                 | ウラペス                                                 | ラ・リオハ州                   |
| ヘネラル・サン・マルティン・デパルタメント                 | タルタハール                                             | サルタ州                       |
| ヘネラル・タボアーダ・デパルタメント                       | アニャトゥージャ                                         | サンティアゴ・デル・エステロ州 |
| ゴベルナドール・ドゥプイ・デパルタメント                   | ブエナ・エスペルナンサ                                   | サンルイス州                   |
| ゴドイ・クルス・デパルタメント                             | ゴドイ・クルス                                           | メンドーサ州                   |
| ゴジャ・デパルタメント                                     | ゴジャ                                                   | コリエンテス州                 |
| グラネロス・デパルタメント                                 | グラネロス                                               | トゥクマン州                   |
| グアチパス・デパルタメント                                 | グアチパス                                               | サルタ州                       |
| グアレグアイ・デパルタメント                               | グアレグアイ                                             | エントレ・リオス州             |
| グアレグアイチュ・デパルタメント                           | グアレグアイチュ                                         | エントレ・リオス州             |
| グアラニー・デパルタメント                                 | エル・ソベルビオ                                         | ミシオネス州                   |
| グアサジャン・デパルタメント                               | サン・ペドロ・デ・グアサジャン                           | サンティアゴ・デル・エステロ州 |
| グアトラチェ・デパルタメント                               | グアトラチェ                                             | ラ・パンパ州                   |
| グアイマジェン                                             | ビジャ・ヌエバ                                           | メンドーサ州                   |
| グエル・アイケ・デパルタメント                             | リオ・ガジェゴス                                         | サンタクルス州                 |
| ウイリチェス                                               | フニン・デ・ロス・アンデス                               | ネウケン州                     |
| ウマウアカ・デパルタメント                                 | ウマウアカ                                               | フフイ州                       |
| ウンカル・デパルタメント                                   | ベルナスコーニ                                           | ラ・パンパ州                   |
| イグレシア・デパルタメント                                 | ロデオ                                                   | サンフアン州                   |
| イグアス・デパルタメント                                   | プエルト・エスペランサ                                   | ミシオネス州                   |
| インデペンデンシア・デパルタメント                         | パトキア                                                 | ラ・リオハ州                   |
| インデペンデンシア・デパルタメント                         | カンポ・ラルゴ                                           | チャコ州                       |
| イリオンド・デパルタメント                                 | カニャーダ・デ・ゴメス                                   | サンタフェ州                   |
| イルージャ・デパルタメント                                 | イルージャ                                               | サルタ州                       |
| イスチリン                                                 | デアン・フネス                                           | コルドバ州                     |
| イスラス・デル・アトランティコ・スール・デパルタメント     | -                                                        | ティエラ・デル・フエゴ州       |
| イタリ・デパルタメント                                     | イタリ                                                   | コリエンテス州                 |
| イトゥサインゴ・デパルタメント                             | イトゥサインゴ                                           | コリエンテス州                 |
| ヒメネス・デパルタメント                                   | ポソ・オンド                                             | サンティアゴ・デル・エステロ州 |
| フアン・バウティスタ・アルベルティ・デパルタメント         | フアン・バウティスタ・アルベルティ                       | トゥクマン州                   |
| フアン・フェリペ・イバーラ・デパルタメント                 | スンチョ・コラル                                         | サンティアゴ・デル・エステロ州 |
| フニン・デパルタメント                                     | フニン                                                   | メンドーサ州                   |
| フニン・デパルタメント                                     | サンタ・ローサ                                           | サンルイス州                   |
| フアレス・セルマン・デパルタメント                         | ラ・カルロータ                                           | コルドバ州                     |
| ハチャル・デパルタメント                                   | サン・ホセ・デ・ハチャル                                 | サンフアン州                   |
| ラ・カルデーラ・デパルタメント                             | ラ・カルデーラ                                           | サルタ州                       |
| ラ・カンデラリア・デパルタメント                           | ラ・カンデラリア                                         | サルタ州                       |
| ラ・カピタル・デパルタメント                               | サン・ルイス                                             | サンルイス州                   |
| ラ・カピタル・デパルタメント                               | サンタフェ                                               | サンタフェ州                   |
| ラ・コンチャ・デパルタメント                               | ラ・コンチャ                                             | トゥクマン州                   |
| ラ・パス・デパルタメント                                   | サン・アントニオ                                         | カタマルカ州                   |
| ラ・パス・デパルタメント                                   | ラパス                                                   | エントレ・リオス州             |
| ラ・パス・デパルタメント                                   | ラパス                                                   | メンドーサ州                   |
| ラ・ポルマ・デパルタメント                                 | ラ・ポルマ                                               | サルタ州                       |
| ラ・ビーニャ・デパルタメント                               | ラ・ビーニャ                                             | サルタ州                       |
| ラカール・デパルタメント                                   | サン・マルティン・デ・ロス・アンデス                     | ネウケン州                     |
| ラーゴ・アルヘンティーノ・デパルタメント                   | エル・カラファーテ                                       | サンタクルス州                 |
| ラーゴ・ブエノスアイレス・デパルタメント                   | ペリート・モレーノ                                       | サンタクルス州                 |
| ライシ・デパルタメント                                     | サン・フランシスコ・デ・ライシ                           | フォルモサ州                   |
| ランギニェオ・デパルタメント                               | テカ                                                     | チュブ州                       |
| ラス・コロニアス・デパルタメント                           | エスペランサ                                             | サンタフェ州                   |
| ラス・エルナス・デパルタメント                             | ラス・エルナス                                           | メンドーサ州                   |
| ラバージェ・デパルタメント                                 | ラバージェ                                               | コリエンテス州                 |
| ラバージェ・デパルタメント                                 | ラバージェ                                               | メンドーサ州                   |
| レアレス・デパルタメント                                   | ベジャ・ビスタ                                           | トゥクマン州                   |
| レアンドロ・アレム・デパルタメント                         | レアンドロ・アレム                                       | ミシオネス州                   |
| レデスマ・デパルタメント                                   | リベルタドール・ヘネラル・サン・マルティン               | フフイ州                       |
| リベルタ・デパルタメント                                   | プエルト・ティロル                                       | チャコ州                       |
| リベルタドール・ヘネラル・サン・マルティン・デパルタメント | リベルタドール・ヘネラル・サン・マルティン               | サンルイス州                   |
| リベルタドール・ヘネラル・サン・マルティン・デパルタメント | プエルト・リコ                                           | ミシオネス州                   |
| リベルタドール・ヘネラル・サン・マルティン・デパルタメント | ヘネラル・ホセ・デ・サン・マルティン                     | チャコ州                       |
| リウエ・カレル・デパルタメント                             | クチージョ＝コー                                         | ラ・パンパ州                   |
| リマイ・マウイダ・デパルタメント                           | リマイ・マウイダ                                         | ラ・パンパ州                   |
| ロンコプエ・デパルタメント                                 | ロンコプエ                                               | ネウケン州                     |
| ロレート・デパルタメント                                   | ロレート                                                 | サンティアゴ・デル・エステロ州 |
| ロス・アンデス・デパルタメント                             | サン・アントニオ・デ・ロス・コブレス                     | サルタ州                       |
| ロス・ラゴス・デパルタメント                               | ビジャ・ラ・アンゴストゥーラ                             | ネウケン州                     |
| ロベントゥエ・デパルタメント                               | ビクトリーカ                                             | ラ・パンパ州                   |
| ルハン・デ・クージョ・デパルタメント                       | ルハン・デ・クージョ                                     | メンドーサ州                   |
| ルーレス・デパルタメント                                   | ルーレス                                                 | トゥクマン州                   |
| マガジャネス・デパルタメント                               | プエルト・サン・フリアン                                 | サンタクルス州                 |
| マイプ・デパルタメント                                     | マイプ                                                   | メンドーサ州                   |
| マイプ・デパルタメント                                     | トレス・イスレタス                                       | チャコ州                       |
| マラルゲ・デパルタメント                                   | マラルゲ                                                 | メンドーサ州                   |
| マラコ                                                     | ヘネラル・ピコ                                           | ラ・パンパ州                   |
| マルコス・フアレス・デパルタメント                         | マルコス・フアレス                                       | コルドバ州                     |
| マタコス・デパルタメント                                   | インヘニエーロ・スアレス                                 | フォルモサ州                   |
| マジョール・ルイス・ホルヘ・フォンターナ・デパルタメント   | ビジャ・アンヘラ                                         | チャコ州                       |
| ムブルクジャ・デパルタメント                               | ムブルクジャ                                             | コリエンテス州                 |
| メルセデス・デパルタメント                                 | メルセデス                                               | コリエンテス州                 |
| メタン・デパルタメント                                     | サン・ホセ・デ・メタン                                   | サルタ州                       |
| ミナス・デパルタメント                                     | アンダコージョ                                           | ネウケン州                     |
| ミナス・デパルタメント                                     | サン・カルロス                                           | コルドバ州                     |
| ミトレ・デパルタメント                                     | ビジャ・ウニオン                                         | サンティアゴ・デル・エステロ州 |
| モリーノス・デパルタメント                                 | モリーノス                                               | サルタ州                       |
| モンテ・カセロス・デパルタメント                           | モンテ・カセロス                                         | コリエンテス州                 |
| モンテカルロ・デパルタメント                               | モンテカルロ                                             | ミシオネス州                   |
| モンテロス・デパルタメント                                 | モンテロス                                               | トゥクマン州                   |
| モレーノ・デパルタメント                                   | キミリ                                                   | サンティアゴ・デル・エステロ州 |
| マルティレス・デパルタメント                               | ラス・プルーマス                                         | チュブ州                       |
| ノゴジャ・デパルタメント                                   | ノゴジャ                                                 | エントレ・リオス州             |
| ヌエベ・デ・フリオ・デパルタメント                         | シエーラ・コロラーダ                                     | リオネグロ州                   |
| ヌエベ・デ・フリオ・デパルタメント                         | ヌエベ・デ・フリオ                                       | サンフアン州                   |
| ヌエベ・デ・フリオ・デパルタメント                         | トスタード                                               | サンタフェ州                   |
| ヌエベ・デ・フリオ・デパルタメント                         | ラス・ブレニャス                                         | チャコ州                       |
| オイヒンス・デパルタメント                                 | サン・ベルナンド                                         | チャコ州                       |
| オベラ・デパルタメント                                     | オベラ                                                   | ミシオネス州                   |
| オホ・デ・アグア・デパルタメント                           | ビジャ・オホ・デ・アグア                                 | サンティアゴ・デル・エステロ州 |
| オラン・デパルタメント                                     | サン・ラモン・デ・ラ・ヌエバ・オラン                     | サルタ州                       |
| ピクリン・デパルタメント                                   | ラ・メルセ                                               | カタマルカ州                   |
| パルパラ・デパルタメント                                   | パルパラ                                                 | フフイ州                       |
| パラナ・デパルタメント                                     | パラナ                                                   | エントレ・リオス州             |
| パソ・デ・インディオス・デパルタメント                     | パソ・デ・インディオス                                   | チュブ州                       |
| パソ・デ・ロス・リブレス・デパルタメント                   | パソ・デ・ロス・リブレス                                 | コリエンテス州                 |
| パティーニョ・デパルタメント                               | コマンダンテ・フォンターナ                               | フォルモサ州                   |
| ペフエンチェス・デパルタメント                             | ブータ・ランキル                                         | ネウケン州                     |
| ペジェグリーニ・デパルタメント                             | ラ・フラグア                                             | サンティアゴ・デル・エステロ州 |
| ピチ・マイウーダ・デパルタメント                           | リオ・コロラード                                         | リオネグロ州                   |
| ピクンチェス・デパルタメント                               | ラス・ラハス                                             | ネウケン州                     |
| ピクン・レウフ・デパルタメント                             | ピクン・レウフ                                           | ネウケン州                     |
| ピラガス・デパルタメント                                   | エスピニージョ                                           | フォルモサ州                   |
| ピルカニジェウ・デパルタメント                             | ピルカニジェウ                                           | リオネグロ州                   |
| ピルコマージョ・デパルタメント                             | クロリンダ                                               | フォルモサ州                   |
| ピラネ・デパルタメント                                     | ピラネ                                                   | フォルモサ州                   |
| ポチョ・デパルタメント                                     | サルサカーテ                                             | コルドバ州                     |
| ポシート・デパルタメント                                   | ビジャ・アルベラスタイン                                 | サンフアン州                   |
| ポマン・デパルタメント                                     | ポマン                                                   | カタマルカ州                   |
| プレシデンテ・ロケ・サエンス・ペーニャ・デパルタメント     | ラボウラージェ                                           | コルドバ州                     |
| プレシデンテ・デ・ラ・プラーサ・デパルタメント             | プレシデンテ・デ・ラ・プラーサ                           | チャコ州                       |
| プリメーロ・デ・マジョ・デパルタメント                     | マルガリータ・ベレン                                     | チャコ州                       |
| プエレン・デパルタメント                                   | ベインティシンコ・デ・マジョ                             | ラ・パンパ州                   |
| プニージャ・デパルタメント                                 | コスキン                                                 | コルドバ州                     |
| ケブラーチョス・デパルタメント                             | スマンパ                                                 | サンティアゴ・デル・エステロ州 |
| ケム・ケム・デパルタメント                                 | ケム・ケム                                               | ラ・パンパ州                   |
| キティリピ・デパルタメント                                 | キティリピ                                               | チャコ州                       |
| ラモン・リスタ・デパルタメント                             | ヘネラル・エンリケ・モスコーニ                           | フォルモサ州                   |
| ランクール・デパルタメント                                 | パレーラ                                                 | ラ・パンパ州                   |
| ラウソン・デパルタメント                                   | ラウソン                                                 | チュブ州                       |
| ラウソン・デパルタメント                                   | ビジャ・クラウセ                                         | サンフアン州                   |
| レアリコ・デパルタメント                                   | レアリコ                                                 | ラ・パンパ州                   |
| リンコナーダ・デパルタメント                               | リンコナーダ                                             | フフイ州                       |
| リバダビア・デパルタメント                                 | リバダビア                                               | サンフアン州                   |
| リバダビア・デパルタメント                                 | セルバ                                                   | サンティアゴ・デル・エステロ州 |
| リバダビア・デパルタメント                                 | リバダビア                                               | メンドーサ州                   |
| リバダビア・デパルタメント                                 | リバダビア                                               | サルタ州                       |
| ロブレス・デパルタメント                                   | フェルナンデス                                           | サンティアゴ・デル・エステロ州 |
| ロサリオ・デパルタメント                                   | ロサリオ                                                 | サンタフェ州                   |
| ロサリオ・ベーラ・ペニャローサ・デパルタメント             | チェペス                                                 | ラ・リオハ州                   |
| ロサリオ・デ・レルマ・デパルタメント                       | ロサリオ・デ・レルマ                                     | サルタ州                       |
| ロサリオ・デ・ラ・フロンテーラ・デパルタメント             | ロサリオ・デ・ラ・フロンテーラ                           | サルタ州                       |
| リオ・チコ・デパルタメント                                 | ゴベルナドール・グレゴレス                               | サンタクルス州                 |
| リオ・チコ・デパルタメント                                 | アギラレス                                               | トゥクマン州                   |
| リオ・クアルト・デパルタメント                             | リオ・クアルト                                           | コルドバ州                     |
| リオ・グランデ・デパルタメント                             | リオ・グランデ                                           | ティエラ・デル・フエゴ州       |
| テルマス・デ・リオ・オンド・デパルタメント                 | テルマス・デ・リオ・オンド                               | サンティアゴ・デル・エステロ州 |
| リオ・プリメーロ・デパルタメント                           | サンタ・ローサ・デ・リオ・プリメーロ                     | コルドバ州                     |
| リオ・セコ・デパルタメント                                 | ビジャ・デ・マリア                                       | コルドバ州                     |
| リオ・セグンド・デパルタメント                             | ビジャ・デル・ロサリオ                                   | コルドバ州                     |
| リオ・センゲール・デパルタメント                           | アルト・リオ・センゲール                                 | チュブ州                       |
| サラダス・デパルタメント                                   | サラダス                                                 | コリエンテス州                 |
| サラビーナ・デパルタメント                                 | ロス・テラレス                                           | サンティアゴ・デル・エステロ州 |
| サン・アルベルト・デパルタメント                           | ビジャ・クーラ・ブロチェーロ                             | コルドバ州                     |
| サン・アントニオ・デパルタメント                           | サン・アントニオ・オエステ                               | リオネグロ州                   |
| サン・アントニオ・デパルタメント                           | サン・アントニオ                                         | フフイ州                       |
| サン・ブラス・デパルタメント                               | サン・ブラス                                             | ラ・リオハ州                   |
| サン・カルロス・デパルタメント                             | サン・カルロス                                           | メンドーサ州                   |
| サン・カルロス・デパルタメント                             | サン・カルロス                                           | サルタ州                       |
| サン・コスメ・デパルタメント                               | サン・コスメ                                             | コリエンテス州                 |
| サン・クリストバル・デパルタメント                         | サン・クリストバル                                       | サンタフェ州                   |
| サン・フェルナンド・デパルタメント                         | レシステンシア                                           | チャコ州                       |
| サン・イグナシオ・デパルタメント                           | サン・イグナシオ                                         | ミシオネス州                   |
| サン・ハビエル・デパルタメント                             | ビジャ・ドローレス                                       | コルドバ州                     |
| サン・ハビエル・デパルタメント                             | サン・ハビエル                                           | ミシオネス州                   |
| サン・ハビエル・デパルタメント                             | サン・ハビエル                                           | サンタフェ州                   |
| サン・ヘロニモ・デパルタメント                             | コロンダ                                                 | サンタフェ州                   |
| サン・ホセ・デ・フェリシアーノ・デパルタメント             | サン・ホセ・デ・フェリシアーノ                           | エントレ・リオス州             |
| サン・フスト・デパルタメント                               | サン・フスト                                             | サンタフェ州                   |
| サン・フスト・デパルタメント                               | サン・フランシスコ                                       | コルドバ州                     |
| サン・ロレンソ・デパルタメント                             | サン・ロレンソ                                           | サンタフェ州                   |
| サン・ロレンソ・デパルタメント                             | ビジャ・ベルツェ                                         | チャコ州                       |
| サン・ルイス・デル・パルマール・デパルタメント             | サン・ルイス・デル・パルマール                           | コリエンテス州                 |
| サン・マルティン・デパルタメント                           | ラ・クルス                                               | コリエンテス州                 |
| サン・マルティン・デパルタメント                           | サン・マルティン                                         | メンドーサ州                   |
| サン・マルティン・デパルタメント                           | ビジャ・サン・イシドロ                                   | サンフアン州                   |
| サン・マルティン・デパルタメント                           | ブレア・ポソ                                             | サンティアゴ・デル・エステロ州 |
| サン・マルティン・デパルタメント                           | サストレ                                                 | サンタフェ州                   |
| サン・ミゲル・デパルタメント                               | アルゼンチン                                             | コリエンテス州                 |
| サン・ペドロ・デパルタメント                               | サン・ペドロ                                             | ミシオネス州                   |
| サン・ペドロ・デパルタメント                               | サン・ペドロ                                             | フフイ州                       |
| サン・ラファエル・デパルタメント                           | サン・ラファエル                                         | メンドーサ州                   |
| サン・ロケ・デパルタメント                                 | サン・ロケ                                               | コリエンテス州                 |
| サナガスタ・デパルタメント                                 | サナガスタ                                               | ラ・リオハ州                   |
| サンタ・バルバラ・デパルタメント                           | パルマ・ソーラ                                           | フフイ州                       |
| サンタ・カタリーナ・デパルタメント                         | サンタ・カタリーナ                                       | フフイ州                       |
| サンタ・ルシア・デパルタメント                             | サンタ・ルシア                                           | サンフアン州                   |
| サンタ・マリア・デパルタメント                             | サンタ・マリア                                           | カタマルカ州                   |
| サンタ・マリア・デパルタメント                             | アルタ・グラシア                                         | コルドバ州                     |
| サンタ・ローサ・デパルタメント                             | バニャード・デ・オバンタ                                 | カタマルカ州                   |
| サンタ・ローサ・デパルタメント                             | サンタ・ローサ                                           | メンドーサ州                   |
| サンタ・ビクトリア・デパルタメント                         | サンタ・ビクトリア                                       | サルタ州                       |
| サント・トメ・デパルタメント                               | サント・トメ                                             | コリエンテス州                 |
| サルヘント・カブラル・デパルタメント                       | コロニア・エリーサ                                       | チャコ州                       |
| サルミエント・デパルタメント                               | ガルサ                                                   | サンティアゴ・デル・エステロ州 |
| サルミエント・デパルタメント                               | サルミエント                                             | チュブ州                       |
| サルミエント・デパルタメント                               | ビジャ・メディア・アグア                                 | サンフアン州                   |
| スアセ・デパルタメント                                     | スアセ                                                   | コリエンテス州                 |
| シリピカ・デパルタメント                                   | アラーガ                                                 | サンティアゴ・デル・エステロ州 |
| シモーカ・デパルタメント                                   | シモーカ                                                 | トゥクマン州                   |
| ソブレモンテ・デパルタメント                               | サン・フランシスコ・デル・チャニャール                   | コルドバ州                     |
| ススケス・デパルタメント                                   | ススケス                                                 | フフイ州                       |
| タフィ・ビエホ・デパルタメント                             | タフィ・ビエホ                                           | トゥクマン州                   |
| タフィ・デル・バジェ・デパルタメント                       | タフィ・デル・バジェ                                     | トゥクマン州                   |
| ターラ・デパルタメント                                     | ロサリオ・デル・ターラ                                   | エントレ・リオス州             |
| タペナーガ・デパルタメント                                 | チャラダイ                                               | チャコ州                       |
| テウエルチェス・デパルタメント                             | ホセ・デ・サン・マルティン                               | チュブ州                       |
| テルセン・デパルタメント                                   | テルセン                                                 | チュブ州                       |
| テルセーロ・アリーバ・デパルタメント                       | オリーバ                                                 | コルドバ州                     |
| ティルカーラ・デパルタメント                               | ティルカーラ                                             | フフイ州                       |
| ティノガスタ・デパルタメント                               | ティノガスタ                                             | カタマルカ州                   |
| トアイ・デパルタメント                                     | トアイ                                                   | ラ・パンパ州                   |
| トトラル・デパルタメント                                   | ビジャ・デル・トトラル                                   | コルドバ州                     |
| トランカス・デパルタメント                                 | トランカス                                               | トゥクマン州                   |
| トレネル・デパルタメント                                   | トレネル                                                 | ラ・パンパ州                   |
| トゥルンバ・デパルタメント                                 | ビジャ・トゥルンバ                                       | コルドバ州                     |
| トゥンバージャ・デパルタメント                             | トゥンバージャ                                           | フフイ州                       |
| トゥヌジャン・デパルタメント                               | トゥヌジャン                                             | メンドーサ州                   |
| トゥプンガート・デパルタメント                             | トゥプンガート                                           | メンドーサ州                   |
| ウルム・デパルタメント                                     | ウルム                                                   | サンフアン州                   |
| ウニオン・デパルタメント                                   | ベル・ビジェ                                             | コルドバ州                     |
| ウルグアイ・デパルタメント                                 | コンセプシオン・デル・ウルグアイ                         | エントレ・リオス州             |
| ウシュアイア・デパルタメント                               | ウシュアイア                                             | ティエラ・デル・フエゴ州       |
| ウトラカン・デパルタメント                                 | ヘネラル・アチャ                                         | ラ・パンパ州                   |
| バルチェータ・デパルタメント                               | バルチェータ                                             | リオネグロ州                   |
| バジェ・フェルティル・デパルタメント                       | サン・アグスティン・デル・バジェ・フェルティル           | サンフアン州                   |
| バジェ・グランデ・デパルタメント                           | バジェ・グランデ                                         | フフイ州                       |
| バジェ・ビエホ・デパルタメント                             | サン・イシドロ                                           | カタマルカ州                   |
| ビエンティシンコ・デ・マジョ・デパルタメント               | マチャカイ                                               | チャコ州                       |
| ビエンティシンコ・デ・マジョ・デパルタメント               | アルバ・ポッセ                                           | ミシオネス州                   |
| ビエンティシンコ・デ・マジョ・デパルタメント               | マキンチャオ                                             | リオネグロ州                   |
| ビエンティシンコ・デ・マジョ・デパルタメント               | ビジャ・サンタ・ローサ                                   | サンフアン州                   |
| ベラ・デパルタメント                                       | ベラ                                                     | サンタフェ州                   |
| ビクトリア・デパルタメント                                 | ビクトリア                                               | エントレ・リオス州             |
| ビジャグアイ・デパルタメント                               | ビジャグアイ                                             | エントレ・リオス州             |
| ビンチーナ・デパルタメント                                 | ビンチーナ                                               | ラ・リオハ州                   |
| ジャビ・デパルタメント                                     | ラ・キアーカ                                             | フフイ州                       |
| ジェルバ・ブエーナ・デパルタメント                         | ジェルバ・ブエーナ                                       | トゥクマン州                   |
| サパーラ・デパルタメント                                   | サパーラ                                                 | ネウケン州                     |
| ソンダ・デパルタメント                                     | ソンダ                                                   | サンフアン州                   |
| ニョルキン・デパルタメント                                 | エル・ウエク                                             | ネウケン州                     |
| ニョルキンコ・デパルタメント                               | ニョルキンコ                                             | リオネグロ州                   |